# Saturnino Calleja
Saturnino Calleja Fernández (Burgos, 11 de febrero de 1853-Madrid, 7 de julio de 1915) fue un editor, pedagogo, escritor y traductor español, fundador de la Editorial Calleja, autor de libros de educación primaria y de lecturas infantiles.

## Biografía

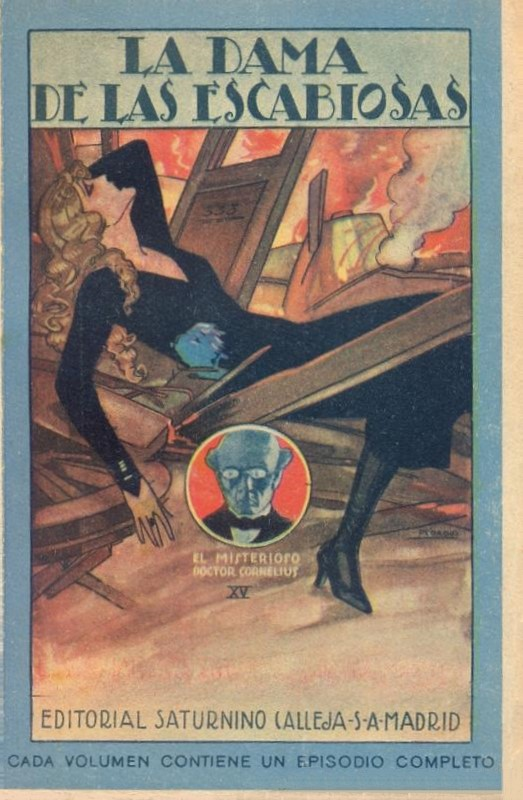
El misterioso Doctor Cornelius. Editorial Saturnino Calleja

Saturnino Calleja Fernández nació en Burgos en 1853, aunque su estirpe familiar era originaria de Quintanadueñas. Su padre, Fernando Calleja Santos, fundó en 1876 un negocio de librería y encuadernación en la calle de la Paz, en Madrid, que fue comprado en 1879 por Saturnino. Él lo convirtió en la Editorial Calleja, que llegó a ser la más popular en España, Hispanoamérica y Filipinas y que publicó, en 1899, un total de 3 400 000 volúmenes.
Saturnino Calleja realizó tres importantes novedades en el mundo editorial de la época:
- Publicó grandes tiradas de los libros y cuentos (con muy pequeño margen de beneficio, con lo que abarató mucho los precios) e ilustró profusamente todos ellos con dibujos de los mejores artistas, con lo que logró unos cuentos atractivos y al alcance de los bolsillos de menor poder adquisitivo, acostumbrando a leer, con ello, a varias generaciones de niños.
- Las dimensiones de cada cuento fueron también una novedad, pues se trataba de cuentecitos diminutos que los niños podían coleccionar como si fuesen cromos y conservar o transportar en casi cualquier parte, incluso en sus bolsillos. Cada cuento sólo medía unos cinco centímetros de ancho por unos siete de alto.[1]
- Por otra parte, los libros de pedagogía eran entonces escasos, malos y caros. Calleja editó otros, basados en las más modernas tendencias pedagógicas europeas, y los llenó de bonitas ilustraciones (su gran lema era "Todo por la ilustración del niño") y los repartió, a veces a costa de su bolsillo, por las entonces paupérrimas escuelas de los pueblos de España (los maestros españoles estaban entonces menospreciados, véase por ejemplo el dicho popular «pasar más hambre que un maestro de escuela»).

Además de estas innovaciones, Saturnino Calleja fundó y dirigió la revista La Ilustración de España, en cuya cabecera decía: "Periódico consagrado a la defensa de los intereses del Magisterio Español"; su primer número salió a la calle en junio de 1884. Aquella revista iba acompañada por el boletín El Heraldo del Magisterio, con los mismos fines y las mismas firmas. También creó la Asociación Nacional del Magisterio Español y organizó la Asamblea Nacional de Maestros. Con todo ello se convirtió en el líder indiscutible de los maestros españoles. En 1888, La Ilustración de España cambia de director y propietario y se define como "periódico ilustrado de Literatura, Ciencias, Artes y Modas". 
La Editorial Calleja publicó del orden de los 3000 títulos, y no solo cuentos, sino también libros de texto y de pedagogía (muchos de éstos escritos por el propio Calleja), así como de literatura clásica (varias ediciones del Quijote, la primera edición completa de Platero y yo, etc.), diccionarios como el Diccionario manual de la lengua española ilustrado con millares de grabados, mapas geográficos, retratos de hombres célebres y láminas enciclopédicas), atlas, libros de medicina, higiene, derecho, baile, cocina, etc.

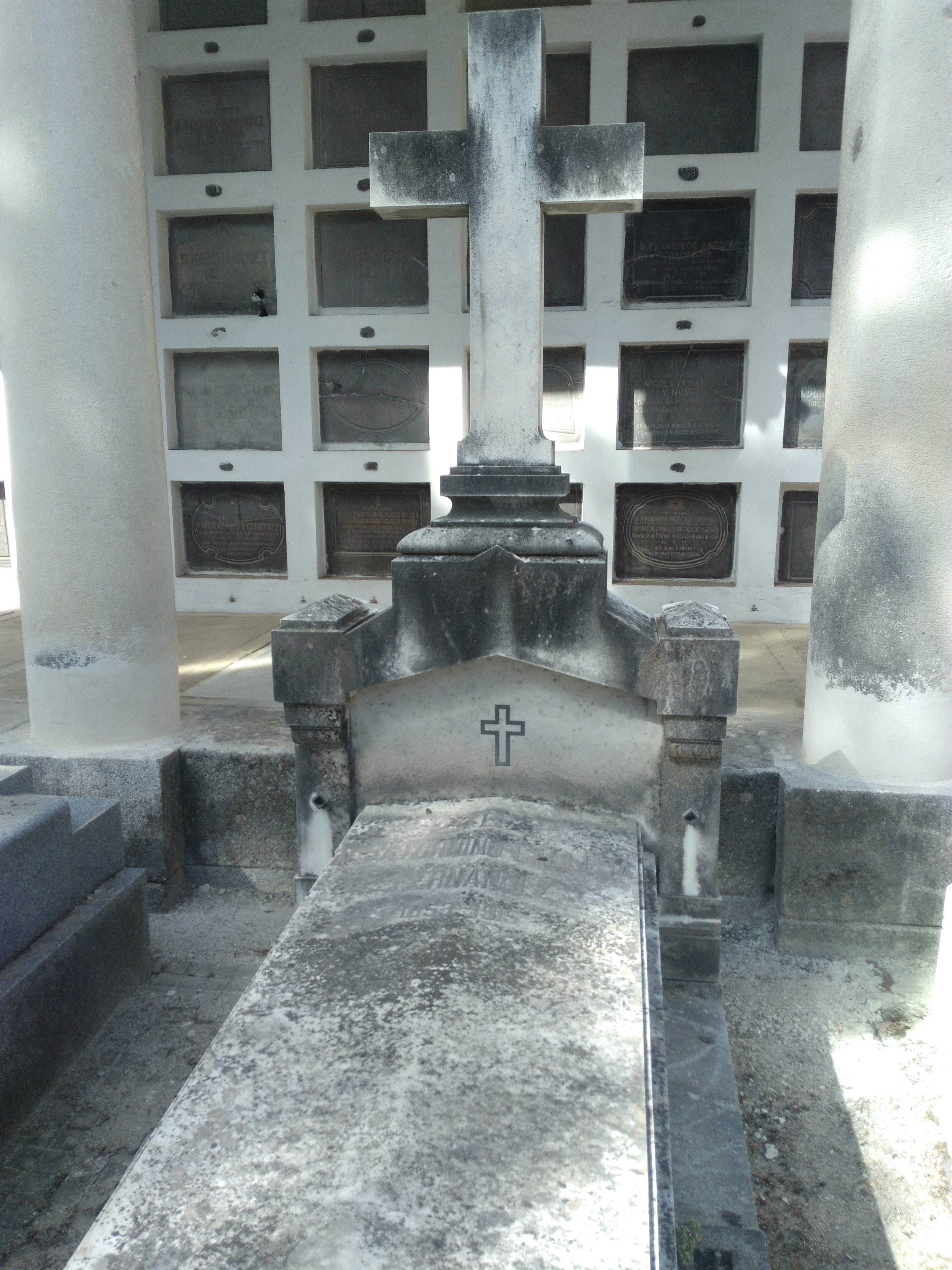
Tumba de Saturnino Calleja en el cementerio de San Isidro

Es muy conocido por su colección de cuentos económicos, baratísimos, al alcance de todos los bolsillos infantiles que tuvieran 5 y 10 céntimos. De esto deriva la expresión "¡Tienes más cuento que Calleja!". Los elementos folclóricos eran tratados con ciertos tonos instructivos y ejemplificadores, además de resaltar en ellos las notas de un curioso casticismo hispánico que los hacía prácticamente inconfundibles. Sobrenadaba una fina ironía y un juego descarado con anacronismos y actitudes disparatadas que asaltaban cada cierto tiempo. Unos cuantos fueron compuestos por el propio Saturnino Calleja; la mayoría fueron elaborados por escritores anónimos asalariados, algunos de ellos importantes; se desconoce la relación exacta porque los archivos de la editorial desaparecieron en la Guerra Civil. Solamente se conoce con seguridad a José Muñoz Escámez, que elaboró un centenar recogido posteriormente en el volumen Azul Celeste (1902); Juan Ramón Jiménez trabajó en su juventud en la editorial, y Jesús Sánchez Tena escribió e ilustró cuentos para la editorial. Entre 1915 y 1928, los Cuentos de Calleja llegaron a alcanzar sus máximas notas de originalidad, buen gusto y carácter innovador, bajo la dirección artística de Salvador Bartolozzi. Entre los ilustradores que colaboraron, en la primera etapa, estaban Manuel Ángel Álvarez, Narciso Méndez Bringa y Manuel Pícolo. Más adelante, Rafael de Penagos,  Federico Ribas Montenegro,  José Zamora, y Fernando Marco,   
La editorial Calleja también publicaba la colección Perla, más lujosa. Los cuentecitos de Calleja fueron la lectura de todos los niños que vivieron en las primeras décadas del siglo XX. Eran cuentos con letra pequeña, con algunas ilustraciones en blanco y negro y con un contenido divertido; su lectura era amena, rápida. Gracias a Calleja, los niños españoles conocieron a Hans Christian Andersen, a los hermanos Grimm, Los viajes de Gulliver, Las mil y una noches y toda una serie de versiones de autores españoles. De invención suya es el final de innumerables cuentos de habla hispana: "...y fueron felices y comieron perdices, y a mí no me dieron porque no quisieron."
Falleció en Madrid el 7 de julio de 1915.

## Obras
- Silabario o Cartilla para los niños Madrid: Saturnino Calleja, 1876.
- El pensamiento infantil: método de lectura conforme con la inteligencia de los niños Madrid: Saturnino Calleja; México: Herrero Hermanos, 1896 (Imp. de Henrich y Cª), muy reimpreso.
- Rudimentos de Geografía para uso de los niños Madrid: Saturnino Calleja, editor, 1887.
- Nociones de Historia de España' escritas por Saturnino Calleja, para texto de las escuelas de primera enseñanza Madrid: Saturnino Calleja, 1883 (Imprenta de M. Minuesa de los Ríos)
- Biblioteca de las escuelas: textos de las asignaturas de la enseñanza primaria superior, arreglados al programa oficial de ingreso en las normales Madrid: Saturnino Calleja editor, 1898.
- Catálogo de obras de instrucción y recreo propias para premiar ó para regalar á los niños: se hallan de venta en casa de su editor Saturnino Calleja... y en casi todas las librerías de España y América S.l.: s.n., 1891.
- Colección escogida de trozos literarios de autores españoles y americanos en prosa y verso Madrid: Saturnino Calleja; México: Guillermo Herrero y Ca., 1892.

## Obras traducidas al español
- Socrates y la tragedia (1892), de Friedrich Nietzsche.
- Sobre verdad y mentira en sentido extramoral (1891), de Friedrich Nietzsche.
- El nacimiento de la tragedia desde el espíritu de la música  (1900), de Friedrich Nietzsche